# Амір Абраші
Амір Абраші (нім. Amir Abrashi, нар. 27 березня 1990, Бішофсцелль) — швейцарський футболіст албанського походження, півзахисник клубу «Грассгоппер» і національної збірної Албанії.
Насамперед відомий виступами за «Грассгоппер» та «Фрайбург», а також молодіжну збірну Швейцарії.

## Клубна кар'єра
У дорослому футболі дебютував 2007 року виступами за «Вінтертур», в якому провів три сезони, взявши участь у 55 матчах чемпіонату.
До складу клубу «Грассгоппер» приєднався на правах оренди 2010 року, а згодом був повністю викуплений і 2011 року підписав з «Грассгоппером» повноцінний контракт. Наразі встиг відіграти за команду з Цюриха 42 матчі в національному чемпіонаті.

## Виступи за збірну
З 2010 року залучався до складу молодіжної збірної Швейцарії, разом з якою став фіналістом молодіжного чемпіонату Європи 2011 року. Наразі на молодіжному рівні зіграв у 13 офіційних матчах, забив 2 голи.
2012 року захищав кольори олімпійської збірної Швейцарії на Олімпійських іграх 2012 року у Лондоні.